# Johann Georg Edlinger

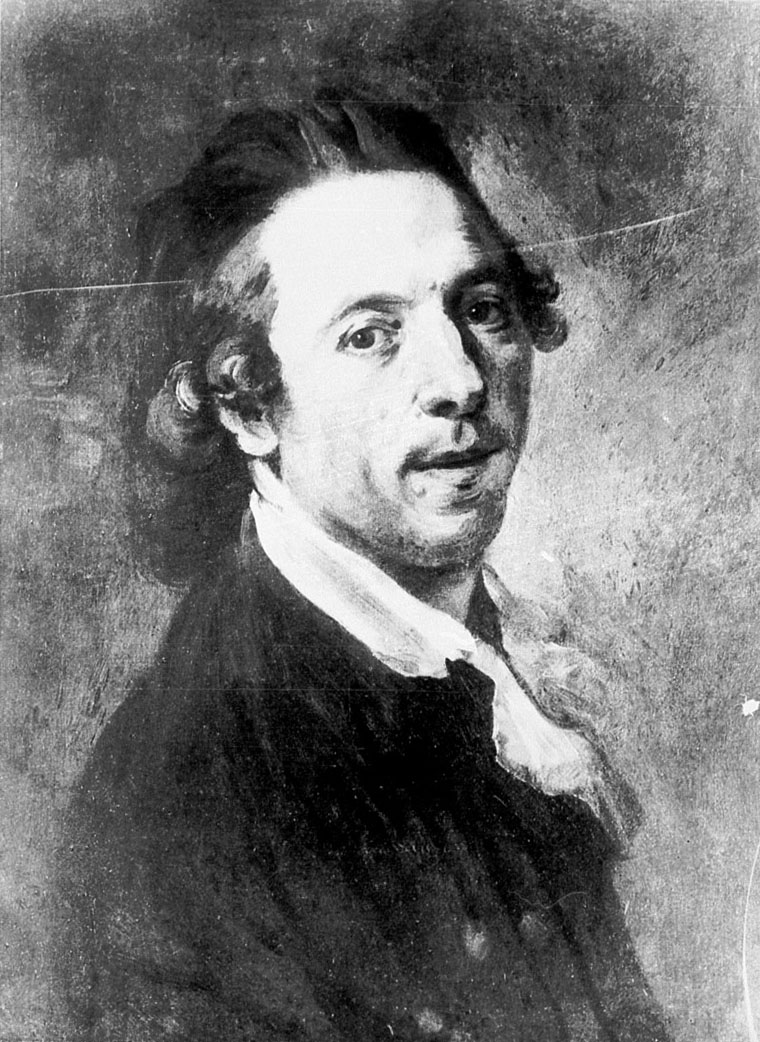
Selbstbildnis, 1786

Johann Georg Edlinger (auch Johann Georg von Edlinger, * 1. März 1741 in Graz; † 15. September 1819 in München) war ein österreichischer Porträtmaler, der in München tätig war. Unbestritten ist eine Bedeutung als Porträtist seiner Zeit in der südlichen Hälfte des deutschen Sprachraums.

## Leben
Johann Georg Edlinger war der Sohn des Gärtners Josef Edlinger und dessen Ehefrau Therese. Schon früh wurden seine kreativen Fähigkeiten erkannt und Edlinger bekam an der Lateinschule seiner Heimatstadt den ersten künstlerischen Unterricht. Um 1752 wurde er Lehrling des Grazer Kirchenmalers Embert. Mit 17 Jahren verließ er die Werkstatt seines Lehrherrn und durchwanderte die folgenden drei Jahre Österreich und Ungarn. Anschließend kehrte er nach Graz zurück.
1765 ging er nach Wien und wurde dort Mitarbeiter im Atelier des Malers Tuchmeyer. Durch dessen Verbindungen kam Edlinger Ende 1774 nach München an die Königliche Zeichenschule und wurde Schüler des Hofmalers Franz Ignaz Oefele. Im Gegensatz zu Wien, wo sich Edlinger eher dem Rokoko verschrieben hatte, sah er nun sein Vorbild im Werk des schwedischen Malers George de Marées.
Edlinger entwickelte den Stil des späten Marées weiter; der Höhepunkt dieses Strebens war ein Porträt von Elisabeth Auguste von der Pfalz, der Ehefrau des Kurfürsten Karl Theodor. Aber es dauerte noch bis 1781, bis Edlinger zum „königlich bayerischen Hofmaler“ ernannt wurde. Als solcher bekam Edlinger bald Aufträge von den Höfen in Mannheim, Stuttgart u. v. a.
Bereits 1775 heiratete Edlinger in München Maria Anna Barbara Welser und hatte mit ihr sechs Kinder. Sein Ideal einer realistischen Porträtmalerei brachte ihn jedoch im Laufe der Zeit in wirtschaftliche Schwierigkeiten. Nach der Ablösung der sogenannten Sturm-und-Drang-Periode durch den Klassizismus sank die Nachfrage nach ungeschminkten Porträts rapide, und Edlinger war zu „eigenwillig“, um sich diesem Wandel anzupassen. Im Alter von 78 Jahren starb er am 15. September 1819 in München in tiefer Armut.
Obwohl Edlinger als Vertreter des Klassizismus Kollegen wie Andreas Seidl, Joseph Hauber oder Caspar Gerhard Klotz übertraf, steht er in der Landschaftsmalerei doch sehr in der Nähe von Johann Georg von Dillis. Lorenz Westenrieder lobte Edlinger seiner realistischen Tendenzen wegen als „… unstreitig besten Porträtmaler in Deutschland“.
Das Münchner Stadtmuseum erhielt 2015 die stattliche Anzahl von 27 Edlinger-Porträts aus dem Nachlass des Sammlers Hans G. Knäusel als Dauerleihgabe. Eine Monographie über den Maler Edlinger durch Brigitte Huber vom Stadtarchiv München ist in Vorbereitung.

## Grabstätte

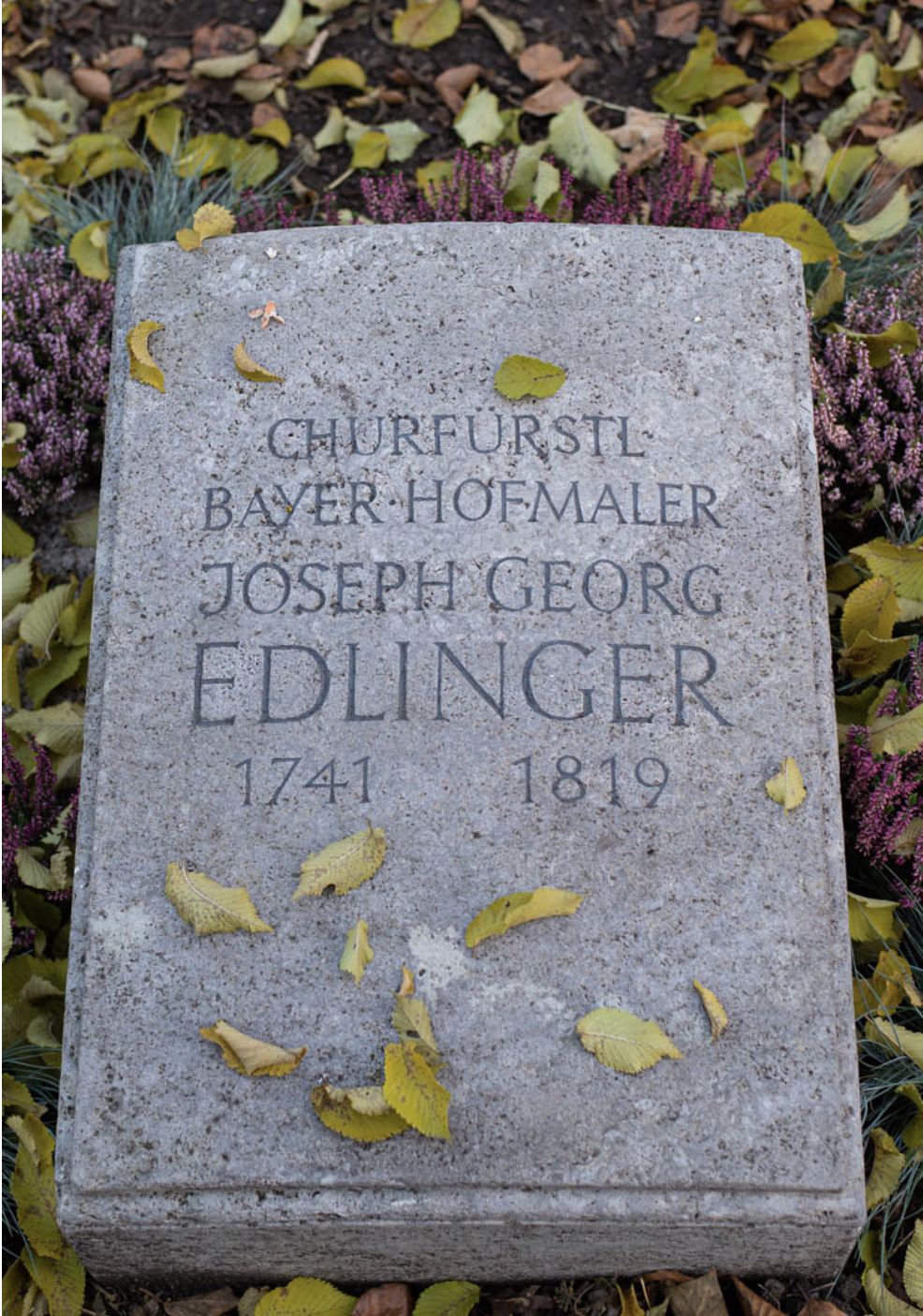
Grab von Johann Edlinger auf dem Alten Südlichen Friedhof in München

Die Grabstätte von Johann Edlinger befindet sich auf dem Alten Südlichen Friedhof in München (Gräberfeld 12 – Reihe 11 – Platz 46) Standort.

## Der „Edlinger-Mozart“

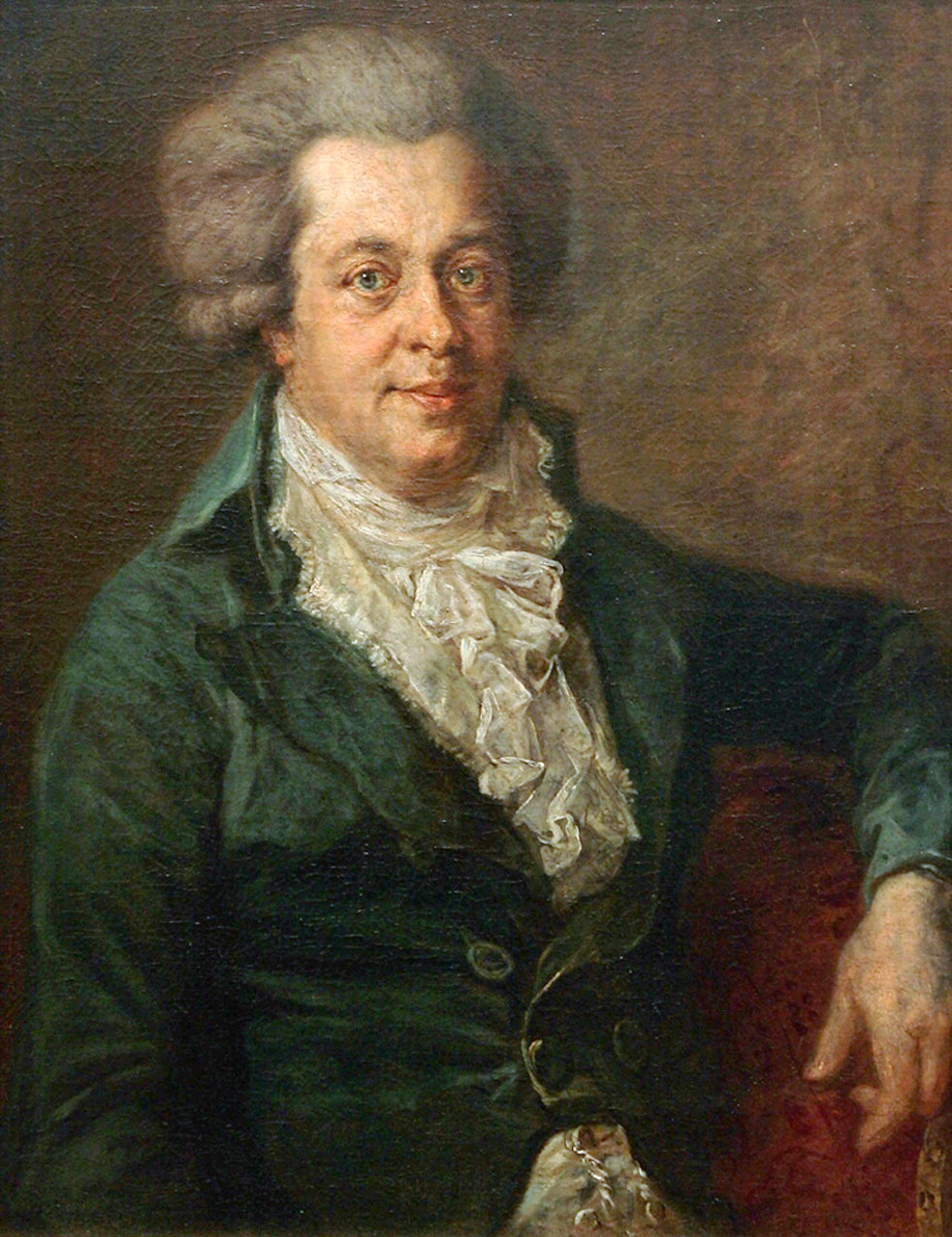
„Wolfgang Amadeus Mozart (1756–1791); um 1790.“ (offizieller Titel laut Bestandskatalog der Berliner Gemäldegalerie seit 2002) (Detail)

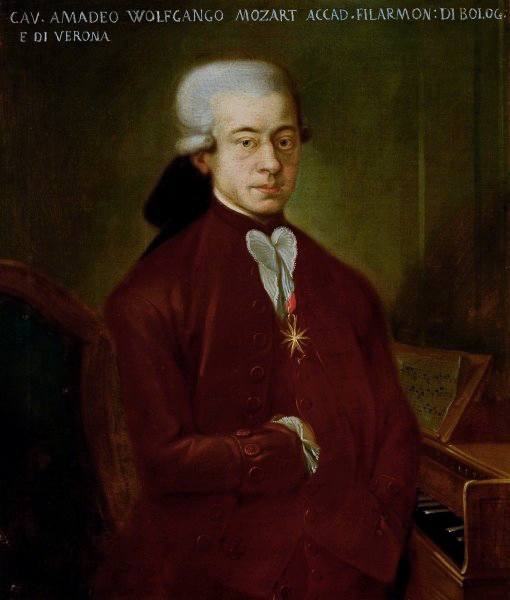
Wolfgang Amadeus Mozart in Bolonia; um 1777

Johann Georg Edlinger schuf vermutlich 1790 in München ein Porträt, das im Katalog der Berliner Gemäldegalerie bis 2002 unter dem Titel „Herr im grünen Frack“ verzeichnet war. Seit 2002 ist der offizielle Titel des Bestandskataloges „Wolfgang Amadeus Mozart (1756–1791); um 1790“. Der Kunsthistoriker Rolf Schenk entdeckte dieses Werk bei Recherchen zu seiner Dissertation im Depot der Berliner Gemäldegalerie und konnte es sicher Edlinger zuschreiben. 1995 bemerkte Wolfgang Seiller, ein Nachkomme Edlingers, eine Ähnlichkeit der dargestellten Person mit derjenigen auf dem Bologna-Porträt von W. A. Mozart, das Anlässlich der Verleihung des Goldenen Sporns angefertigt wurde und dessen Authentizität bewiesen ist. Im Jahr 2000 wurde ein Bericht hierzu im Mozart-Jahrbuch veröffentlicht. Rolf Schenk, der inzwischen im Bereich der Kunstgeschichte als der führende Edlinger-Experte galt, bestätigte 2005 die Mozart-Zuordnung. Martin Braun (2006) hat in einer statistischen Untersuchung von Gesichtsmerkmalen dargelegt, dass das Porträt mit einer Wahrscheinlichkeit von 10.000.000 zu eins dieselbe Person zeigt wie auf dem bekannten Mozart-Porträt in Bologna.
Dagegen hat Richard Bauer die Ansicht vorgetragen, es handle sich hier um ein Porträt des Kaufmanns und Münchner Stadtrates Joseph Anton Steiner (1753–1813).
2006 wurde die Mozart-Zuordnung von vier namhaften Kunsthistorikern an der staatlichen Österreichischen Galerie in Wien bestätigt, und zwar von Gerbert Frodl, Sabine Grabner, Michael Krapf, und Udo Felbinger. Die alternative Hypothese der Kaufmann-Zuordnung wurde bislang von keinem Kunsthistoriker unterstützt, was auch in Zukunft nicht mehr zu erwarten ist, seit Braun und Michaelis 2006 herausfanden, dass sie auf einem technischen Versehen beruhte. Schließlich konnte Seiller durch einen Fund in einem Privat-Archiv nachweisen, dass das in einer alten Photographie festgehaltene „Kaufmann-Steiner-Porträt“ eine ganz andere Person darstellt und nichts mit dem Porträt in der Berliner Gemäldegalerie zu tun hat.
Auf Anregung von Wolfgang Seiller schuf der Bildhauer Wolfgang Eckert 2005–2006 eine Serie von Mozartköpfen, getragen von der Intention, die zweidimensionale Darstellung Edlingers in eine vollplastische Räumlichkeit zu transformieren. Eckerts Porträtstudien entstanden unter Miteinbezug aller als authentisch geltenden Darstellungen Mozarts, die zu dessen Lebzeiten entstanden sind.
Eckert sah in diesem Projekt eine wichtige Ergänzung zur biometrischen Forschung Brauns. Sein Ausgangspunkt bestand darin, die erforschenden Vergleichsobjekte als Ergebnis künstlerischer Prozesse ebenfalls mit künstlerischen Methoden zu untersuchen. Dies vor allem auch, weil eine künstlerische Übersteigerung der Natur, aber auch auftragsbedingte Idealisierungszwängen, denen historische Porträtisten eventuell ausgesetzt waren, zu Voraussetzungen führen konnten, die mit rein wissenschaftlichen oder kunsthistorischen Verfahrensweisen nicht zugänglich wären.
Eckert kam während seiner Projektarbeit zur Auffassung, dass die von Dora Stock gefertigte Silberstiftzeichnung von 1789, welche Mozart im Profil zeigt, die signifikanteste Übereinstimmung mit Edlingers Gemälde aufweise, und dass vor allem diese Grafik die Zuschreibung eines von Edlinger geschaffenen Mozartbildes fundieren würde.

## Namensgeber für Straße
Nach Johann Edlinger wurde 1890 in München im Stadtteil Haidhausen (Stadtbezirk 5 – Au-Haidhausen) die Edlingerstraße ⊙ und der Edlingerplatz ⊙ benannt.